# Kostel svatého Petra a Pavla (Miroslav)
Kostel svatého Petra a Pavla je římskokatolický chrám ve městě Miroslav v okrese Znojmo. Jednolodní barokní chrám z 20. let 18. století je farním kostelem miroslavské farnosti.. Je chráněn jako kulturní památka.

## Historie a popis

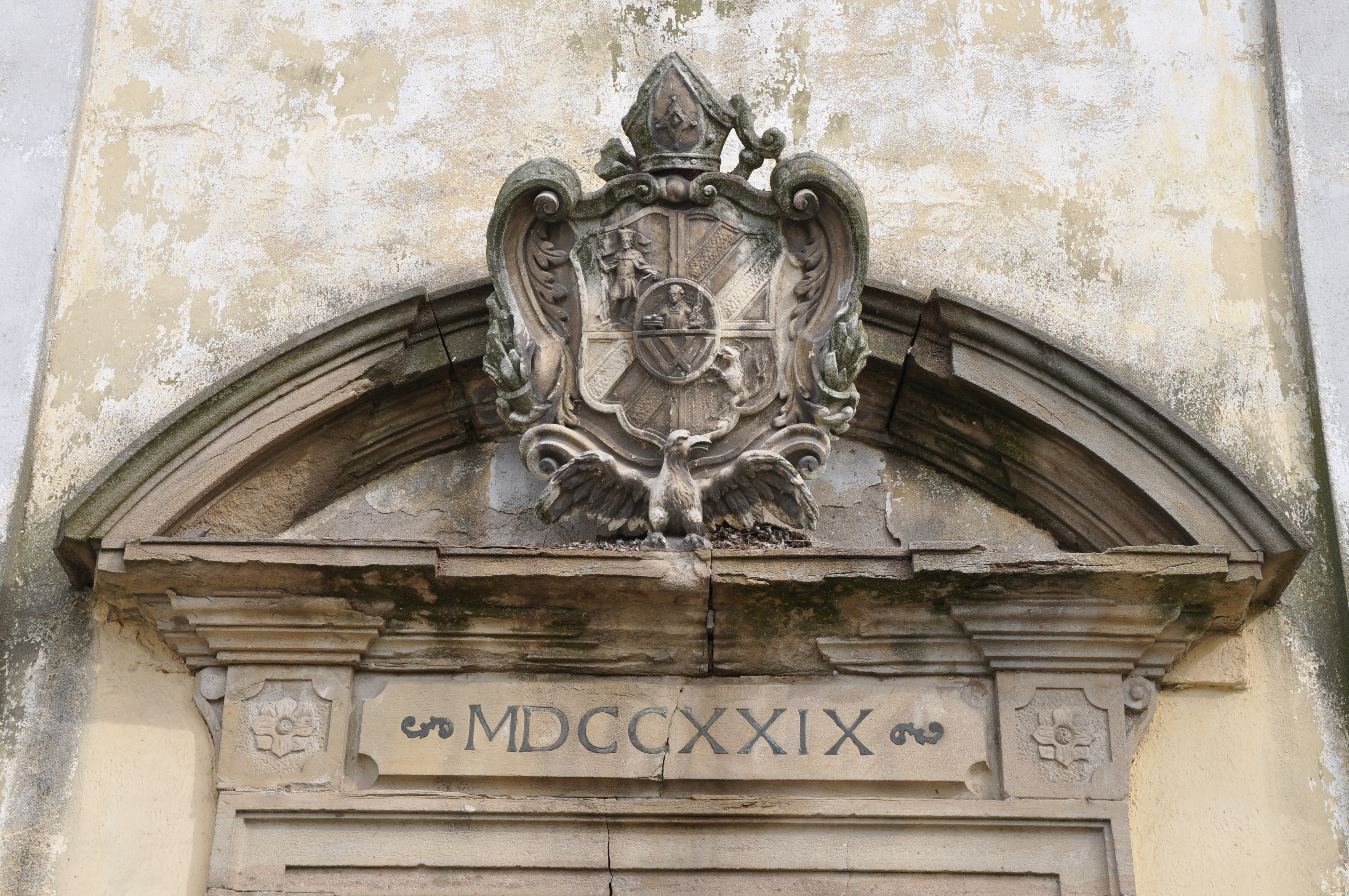
vstupní portál s vročením 1729 a kartuše se znakem louckého kláštera

Kostel v Miroslavi je poprvé zmiňován roku 1244. Románský chrám byl pravděpodobně zasvěcený pouze svatému Petrovi. Současný kostel nechal postavit loucký klášter jako majitel miroslavského panství. Stavba kostela probíhala v letech 1722–1729 podle návrhu neznámého architekta.
Jedná se o jednolodní orientovanou stavbu s odsazeným, trojboce ukončeným kněžištěm. Fasády lodi jsou členěny plochými lizénami, mezi nimi se nacházejí tři obloukově zakončená okna lemovaná kamennými šambránami. K severní straně kněžiště přiléhá obdélná předsíň, k jižní straně je připojena sakristie s oratoří. K západnímu průčelí lodi přiléhá věž hranolového půdorysu s hlavním vchodem do kostela. Ten je lemován portálem s kamennou kartuší obsahující znak louckého kláštera. Přístup na věž je pomocí válcového točitého schodiště mezi severní stranou věže a západní stěnou lodi. Zvonicové patro věže je prolomeno půlkruhově zaklenutými okny a zakončeno plechovou helmicí. Zvonice nese čtyři zvony, jeden z roku 1479 ulitý mistrem Jiřím z Brna, ostatní tři byly ulity roku 1947 Rudolfem Manouškem starším v České u Brna.
Loď, kněžiště i sakristie kostela jsou zaklenuty valenou klenbou s výsečemi, předsíň a oratoř mají plochý strop. Prostor lodi a kněžiště odděluje vítězný oblouk. V západní části lodě stojí hudební kruchta, nesená valenou klenbou s výsečemi.
Zařízení kostela je převážně původní. Hlavní oltář nese obraz Loučení svatého Petra a Pavla, přemalovaný roku 1850.